# Gachiakuta
Gachiakuta (jap. ガチアクタ) – manga autorstwa Kei Urany, publikowana na łamach magazynu „Shūkan Shōnen Magazine” wydawnictwa Kōdansha od lutego 2022. W Polsce prawa do jej dystrybucji nabyło wydawnictwo Studio JG.
Na podstawie mangi studio Bones wyprodukuje serial anime, którego premiera odbyła się w lipcu 2025.

## Fabuła
Historia opowiada o Rudo, młodym chłopcu mieszkającym w slumsach na obrzeżach latającego miasta zwanego Niebem. Każdej nocy wyrusza on do zamożnej części metropolii, aby zbierać przedmioty wyrzucone przez ich właścicieli. Jednak pewnego dnia zostaje oskarżony o zbrodnię, której nie popełnił, a w konsekwencji skazany na śmierć poprzez wyrzucenie wraz ze śmieciami na wysypisko znajdujące się pod miastem zwane Otchłanią. Zdradzony przez rodzinę i porzucony przez wszystkich, szuka tylko jednego – zemsty.

## Bohaterowie
- Rudo Surebrec (jap. ルド スレブレック Rudo Sureburekku)

Seiyū: Aoi Ichikawa 
- Enjin (jap. エンジン)

Seiyū: Katsuyuki Konishi 
- Zanka Nijiku (jap. ザンカ・ニジク)

Seiyū: Yoshitsugu Matsuoka 
- Riyo Reaper (jap. リヨ・リーパー Riyo Rīpā)

Seiyū: Yumiri Hanamori 

## Manga
Pierwszy rozdział mangi został opublikowany 16 lutego 2022 w magazynie „Shūkan Shōnen Magazine”. Następnie wydawnictwo Kōdansha rozpoczęło zbieranie rozdziałów do wydań w formacie tankōbon, których pierwszy tom ukazał się 17 maja tego samego roku. Według stanu na 17 czerwca 2025, do tej pory wydano 15 tomów.
W Polsce prawa do dystrybucji mangi nabyło wydawnictwo Studio JG.
| Nr | Język japoński       | Język japoński         | Język polski      | Język polski           |
| Nr | Data wydania         | ISBN                   | Data wydania      | ISBN                   |
| -- | -------------------- | ---------------------- | ----------------- | ---------------------- |
| 1  | 17 maja 2022         | ISBN 978-4-06-527922-9 | 3 listopada 2023  | ISBN 978-83-8257-286-5 |
| 2  | 15 lipca 2022        | ISBN 978-4-06-528430-8 | 22 lutego 2024    | ISBN 978-83-8257-374-9 |
| 3  | 16 września 2022     | ISBN 978-4-06-529138-2 | 25 kwietnia 2024  | ISBN 978-83-8257-408-1 |
| 4  | 17 listopada 2022    | ISBN 978-4-06-529777-3 | 26 czerwca 2024   | ISBN 978-83-8257-460-9 |
| 5  | 17 lutego 2023       | ISBN 978-4-06-530527-0 | 30 sierpnia 2024  | ISBN 978-83-8257-502-6 |
| 6  | 17 kwietnia 2023     | ISBN 978-4-06-531344-2 | 15 listopada 2024 | ISBN 978-83-8257-557-6 |
| 7  | 14 lipca 2023        | ISBN 978-4-06-532179-9 | 23 stycznia 2025  | ISBN 978-83-8257-619-1 |
| 8  | 17 października 2023 | ISBN 978-4-06-532888-0 | 21 marca 2025     | ISBN 978-83-8257-674-0 |
| 9  | 15 grudnia 2023      | ISBN 978-4-06-533899-5 | 27 maja 2025      | ISBN 978-83-8257-729-7 |
| 10 | 15 marca 2024        | ISBN 978-4-06-534863-5 | —                 |                        |
| 11 | 17 czerwca 2024      | ISBN 978-4-06-535779-8 | —                 |                        |
| 12 | 17 września 2024     | ISBN 978-4-06-536774-2 | —                 |                        |
| 13 | 17 grudnia 2024      | ISBN 978-4-06-537775-8 | —                 |                        |
| 14 | 17 marca 2025        | ISBN 978-4-06-538707-8 | —                 |                        |
| 15 | 17 czerwca 2025      | ISBN 978-4-06-539758-9 | —                 |                        |

## Anime
12 czerwca 2024 zapowiedziano powstanie adaptacji w formie telewizyjnego serialu anime. Seria została wyprodukowana przez studio Bones, reżyserią zajęła się Fumihiko Suganuma, a scenariusz napisał Hiroshi Seko. Głównym reżyserem animacji oraz projektantem postaci został Satoshi Ishino, natomiast muzykę do skomponował Taku Iwasaki. Premiera odbyła się 6 lipca 2025. Motywem otwierającym jest „HUGs” autorstwa Paledusk, natomiast końcowym „Tomoshibi” (jap. 灯火) w wykonaniu DUSTCELL. Prawa do streamingu serii nabył Crunchyroll.

## Odbiór
Felietonista z Real Sound wyraził się z uznaniem na temat serii, chwaląc budowanie świata, akcję, elementy dark fantasy oraz postać głównego bohatera. Masaki Endo z Tsutaya News również docenił postać protagonisty, a także kreskę. Atsushi Ōkubo, autor serii Soul Eater, również polecił mangę.